# Kenneth Chenault

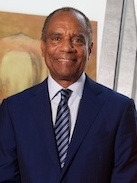
Kenneth Chenault en 2012.

Kenneth Irvine Chenault (2 de junio de 1951) es un ejecutivo empresarial estadounidense. Fue CEO y Presidente de American Express de 2001. al 1 de febrero de 2018. Ha sido el tercer afroamericano en ser CEO de una compañía perteneciente al Fortune 500.

## Biografía

### Primeros años, educación, y carrera legal
Chenault Nació en Mineola, Nueva York,  Condado de Nassau. Su padre fue Hortenius Chenault, licenciado de la Universidad de Morehouse en Georgia y de la Universidad Dental de Howard, quién pasó el examen Estatal de Nueva York con la puntuación más alta registrada hasta enero de 2014. Chenault asistió a la escuela Waldorf en Ciudad Jardín, donde fungió como presidente de la clase. Posteriormente se recibió B.A. en historia de la universidad de Bowdoin en 1973, y J.D. de la Escuela de Ley de Harvard en 1976 (el 10 de febrero de 2014,  se anunció que había sido elegido para llenar una vacante en la Corporación Harvard; la Empresa es la jefa fiduciaria de la Universidad y es el más pequeño del dos gobiernos internos, siendo el otro el Tablero de Harvard de Overseers).
Después de Harvard,  trabajó como un asociado en la empresa de ley Rogers & Wells en la Ciudad de Nueva York, y como asesor para Bain & Compañía.

### CEO De American Express
Se unió a American Express en 1981, trabajando en el Grupo de Planificación Estratégico.  Se convirtió en presidente y jefe agente operativo en 1997. Posteriormente se añadió el cargo de CEO.
Como CEO de American Express, en 2007 y 2008, Chenault ganó una compensación total de $50,126,585 y $42,752,461 respectivamente.  En 2009,  ganó una compensación total de $16,617,639, el cual incluye un salario base de $1,201,923, una bonificación de dinero efectivo de $10,450,000, una subvención de opción de $3,985,637 y otro valor de compensación $980,079.
Es actualmente parte del Empresarial Roundtable, director en IBM, y un miembro en el Consejo en Relaciones Extranjeras. Es un miembro del Comité Ejecutivo del Consejo Empresarial para 2011 y 2012.
En 1995, Ebony le listó como uno de 50 "pioneros vivientes" en la comunidad afroamericana.  Chenault fue incluido en el Jr. Achievement U.S. Hall of Fame en 2002.

### Filantropía
El 15 de noviembre de 2010 la fundación Old North Foundation reconoció a Chenault con su Tercer Premio por la dedicación y compromiso individuales al servicio público. La Fundación honró a Chenault y a American Express por sus contribuciones significativas a los esfuerzos de preservación de muchos monumentos significativos, incluyendo el campanario de la Iglesia Old North Church.

### Vida personal
Reside en Nueva Rochelle , Nueva York con su mujer y niños.